# Торре-Паллавичина
Торре-Паллавичина (итал. Torre Pallavicina, ломб. Tur Palaisina) — коммуна в Италии, располагается в регионе Ломбардия, в провинции Бергамо.
Население составляет 1118 человек (2008 г.), плотность населения составляет 112 чел./км². Занимает площадь 10 км². Почтовый индекс — 24050. Телефонный код — 0363.
Покровителями коммуны почитаются Пресвятая Богородица, празднование 15 августа, и святой Маврикий.

## Демография
Динамика населения:

## Администрация коммуны
- Официальный сайт: